# Ernst Drucker

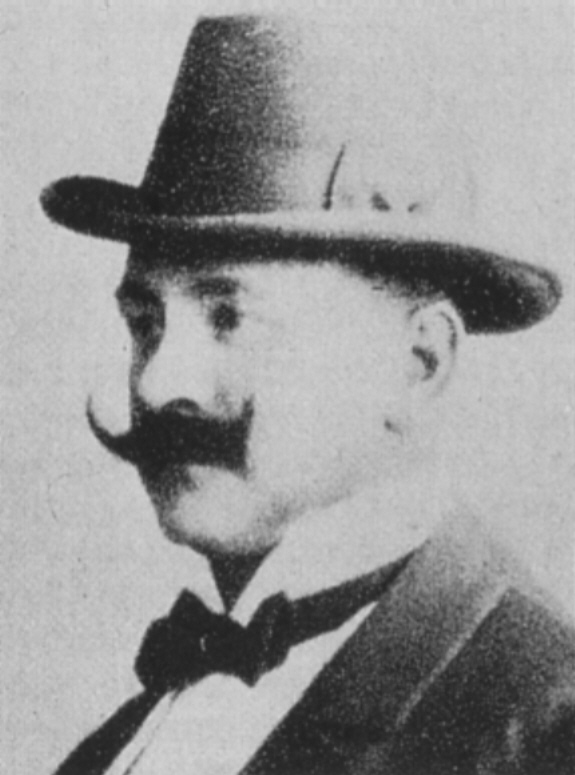
Ernst Drucker

Ernst Drucker (* 23. Oktober 1855 in Hamburg; † 19. Mai 1918 ebenda) war ein deutscher Schauspieler und Theaterbesitzer.

## Leben
Ernst Drucker wurde als Sohn des jüdischen Kaufmanns Isaak Drucker geboren und trug ursprünglich den Namen Nathan. Im Jahr 1882 entschied er sich dazu, den Vornamen Ernst anzunehmen.
Von seiner Familie ursprünglich zur Lehre in den Tabakwarenladen seines Großvaters gegeben, wechselte Drucker später ins Schauspielfach. Er wurde Mitglied des Ensembles von Carl Schultze’s Theater am Hamburger Spielbudenplatz, wurde 1879 Direktor des Theaters und war somit mit nur 23 Jahren zu seiner Zeit der jüngste Theaterdirektor Deutschlands. Anschließend übernahm er die Leitung des nahegelegenen Theaters Centralhalle.
Im Jahre 1884 übernahm Drucker das Actien-Theater am Spielbudenplatz, das am 11. Mai 1895 nach seinem Besitzer in Ernst Drucker Theater (in dieser Schreibweise, ohne Bindestriche) umbenannt wurde.
Unter Druckers Leitung wurden Volksstücke in Hamburger Platt (etwa Die Zitronenjette) sowie Revuen mit Hamburger Thematik (beispielsweise Hamburg im Jahre 2000) fester Bestandteil des Repertoires. Daneben sorgte er jedoch auch für die Aufführung anspruchsvoller zeitgenössischer Stücke von Autoren wie Gerhart Hauptmann und Henrik Ibsen: 1898 fand im Ernst Drucker Theater die Hamburger Erstaufführung von Ibsens Die Frau vom Meer statt.

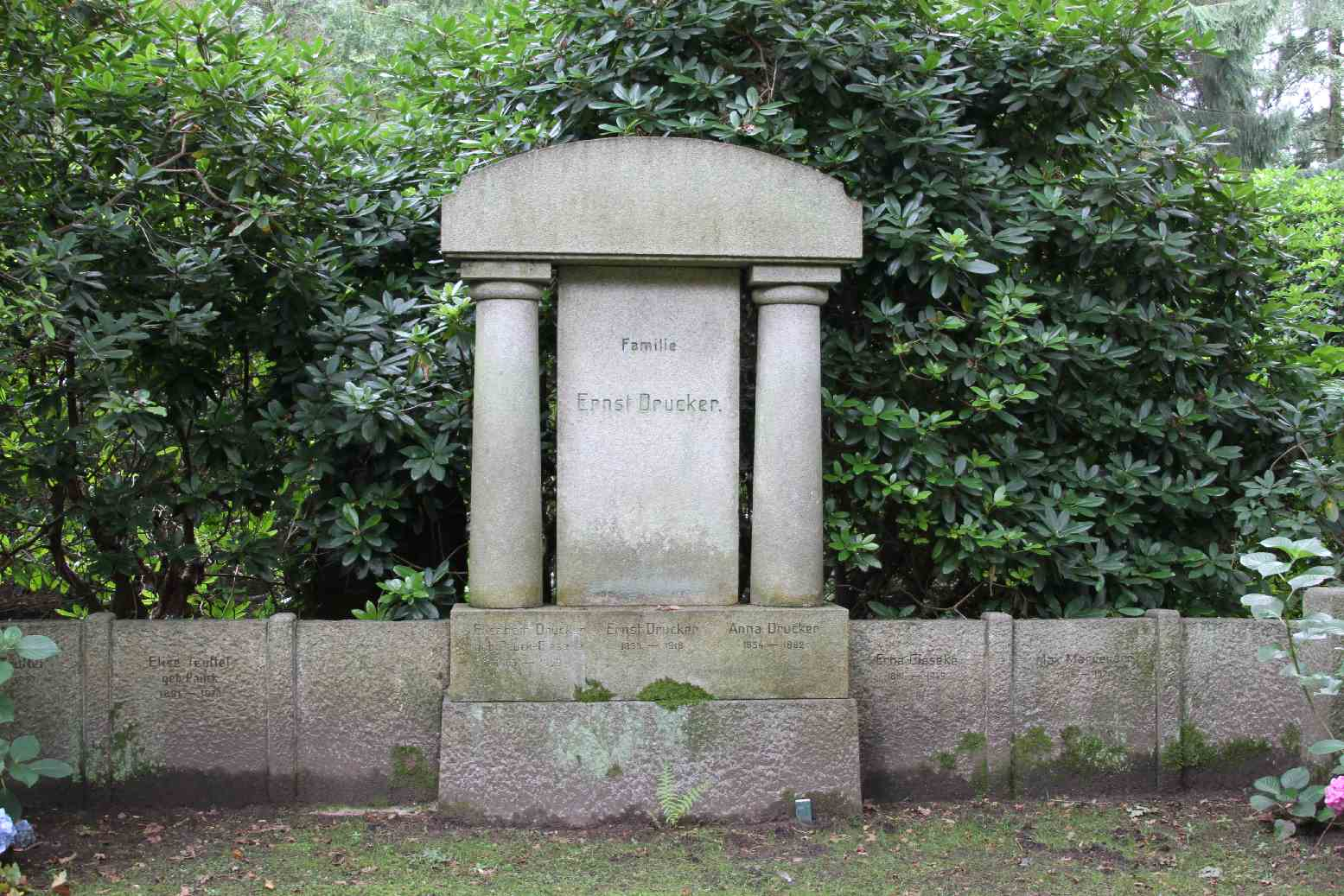
Grabanlage Familie Drucker auf dem Friedhof Ohlsdorf

1908 übergab Drucker die Leitung des Theaters an Lothar Mayring, blieb jedoch Eigentümer. Nach seinem Tod im Jahre 1918 ging das Theater ins Eigentum seiner Witwe über, die es 1921 verkaufte.
Aufgrund seiner jüdischen Herkunft wurde das, nach ihm benannte, Ernst Drucker Theater im Jahr 1941 durch die Nationalsozialisten in St.-Pauli-Theater umbenannt.
Ernst Drucker ist auf dem Friedhof Ohlsdorf begraben. Seine Tochter Wally (1904–1982) wurde unter dem Namen Valerie Boothby eine bekannte Schauspielerin.
Seine Schwester war die Opernsängerin Zerline Drucker, sein Schwager der Opernsänger Sigurd Lunde.